# Séboun
Séboun est une commune rurale située dans le département de Réo de la province de Sanguié dans la région du Centre-Ouest au Burkina Faso.

## Démographie
| 2003 | 2006 | 2012 |
| ---- | ---- | ---- |
| 583  | 572  | -    |

## Éducation et santé
Le centre de soins le plus proche de Séboun est le centre de santé et de promotion sociale (CSPS) de Bonyolo tandis que le centre médical avec antenne chirurgicale (CMA) se trouve à Réo.